# Gmina Drzewica
Die Gmina Drzewica ist eine Stadt-und-Land-Gemeinde im Powiat Opoczyński der Woiwodschaft Łódź in Polen. Ihr Sitz ist die gleichnamige Stadt mit etwa 3.800 Einwohnern.

## Geschichte
Das Gemeindegebiet war von 1975 bis 1998 Teil der Woiwodschaft Radom.
Am 1. Januar 1987 erhielt Drzewica die Stadtrechte und die Gemeinde ihren gegenwärtigen Status.

## Gliederung
Zur Stadt-und-Land-Gemeinde gehören neben der Stadt folgende 17 Dörfer mit 16 Schulzenämtern:
Brzustowiec
Brzuza
Dąbrówka
Domaszno
Giełzów
Idzikowice
Jelnia-Augustów
Krzczonów
Radzice Duże
Radzice Małe
Strzyżów
Trzebina
Werówka
Zakościele
Żardki
Żdżary
Eine kleinere Ortschaft der Gemeinde ist Świerczyna.